# Janez Gradišnik
Janez Gradišnik [jánez- gradíšnik], slovenski pisatelj, esejist, slovaropisec in prevajalec, * 22. september 1917, Stražišče pri Prevaljah, † 5. marec 2009, Ljubljana.
Gradišnik je leta 1940 v Ljubljani diplomiral na Filozofski fakulteti, že kot študent pa se je približal Kocbekovemu krogu in sodeloval pri reviji Dejanje. Med 2. svetovno vojno je bil najprej v nemškem ujetništvu, nato v pregnanstvu Bjelovarju, nazadnje pa spomladi 1945 v ustaškem zaporu v Zagrebu. Po vzpostavitvi nove oblasti je bil do leta 1948 Kocbekov tajnik na ministrstvu za Slovenijo v Beogradu. Po vrnitvi v Slovenijo je bil do leta 1952 urednik pri Državni založbi v Ljubljani. Po političnem obračunu s Kocbekom je moral to službo zapustiti in se preživljati kot  svobodni književnik. Objavil je nekaj zbirk novel in del za otroke. Od leta 1969 do njene politične ukinitve leta 1974 je bil urednik kulturne revije Prostor in čas. Pisal je tudi o slovenščini in objavil nekaj slovarjev. Predvsem pa se je uveljavil kot prevajalec, ki je prevedel vrsto zahtevnih klasikov.
Prevajal je iz nemškega, angleškega, francoskega, ruskega, srbskega in hrvaškega jezika. V slovenščino je prenesel književna dela Verna, Vercorsa, Londona, Hemingwaya, Lewisa, Priestleyja, Galsworthyja, Forsterja, Stevensona, Ćosića, Malrauxa, Mara, Manna, Twaina, Wilderja, Eliota, Greena, Musila, Wolfa, Kiplinga, Huxleyja, Bölla, Joycea, Sterna, Kafke, Hesseja, Bulgakova, Bergsona, Camusa, Hoffmanna in mnogih drugih. Leta 1969 je prejel nagrado Prešernovega sklada za prevod Joyceovega Uliksesa, leta 2008 pa za svoje prevode Prešernovo nagrado za življenjsko delo. Od 1998 je bil častni član Društva slovenskih književnih prevajalcev.
Njegova sinova Branko in Bogdan Gradišnik sta prav tako prevajalca in publicista, prevajalka je tudi njegova druga žena Katarina Bogataj Gradišnik.